# Château de Castle Rising
Le château de Castle Rising, près de King's Lynn dans le Norfolk, est un château fort du XIIe siècle aujourd'hui en ruines.
Il a été construit en 1138 par Guillaume d'Aubigny, 1er comte d'Arundel, qui possédait aussi le château d'Arundel. Une grande partie de son donjon carré est intacte, et il est maintenant sous la garde de l'English Heritage.

## Histoire

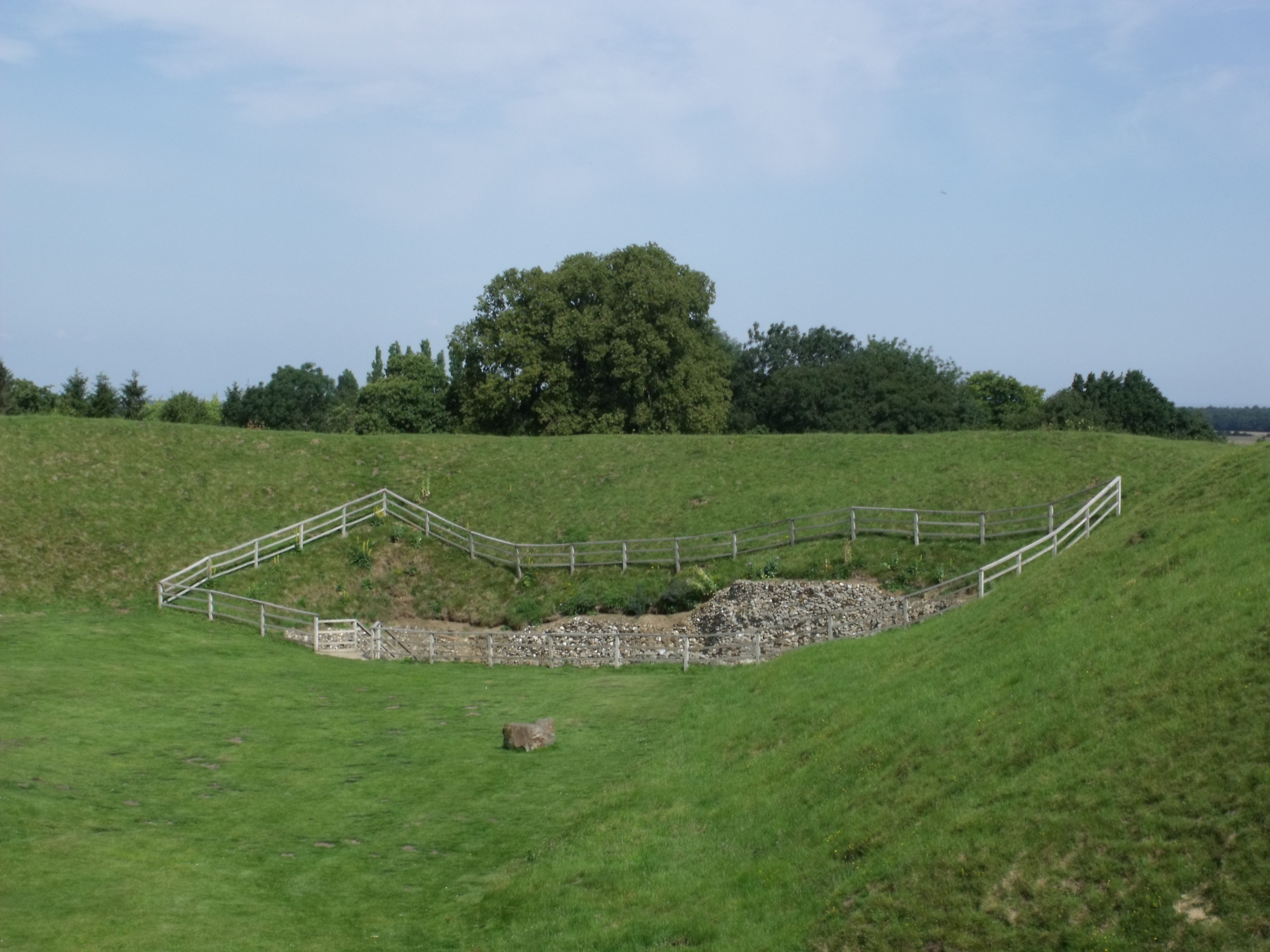
Vestiges de l'église.

Castle Rising est l'un des plus célèbres châteaux du XIIe siècle, probablement construit sur le modèle de celui de Norwich. Au nord du château se trouve une église en ruine qui date d'environ 1100, l'église et le donjon semblent avoir été blanchis à la chaux au cours de la période médiévale.
Les travaux de terrassement entourant le donjon du château ont été considérables. Leur aspect actuel est le résultat d'un programme de renforcement majeur de la fin du XIIe siècle et au début du XIIIe siècle.
Il est possible que cette reconstruction majeure ait eu lieu en réaction à la révolte de 1173-1174 et de l'activité militaire accrue associée. Le chef des rebelles dans l'East Anglia était Hugues Bigot, un rival de Guillaume d'Aubigny, qui a pris le château de Norwich au cours de la rébellion. William revint de Normandie pour affronter Bigot dans la bataille, et l'amélioration de Castle Rising peut être considérée comme le résultat de ces événements.
Au cours de la période de la guerre civile, le château frappait la monnaie pour Étienne d'Angleterre. Entre 1330 et 1358, il fut la résidence de la reine Isabelle de France, épouse du roi Édouard II d'Angleterre, qui y est certainement décédée.

## Visites

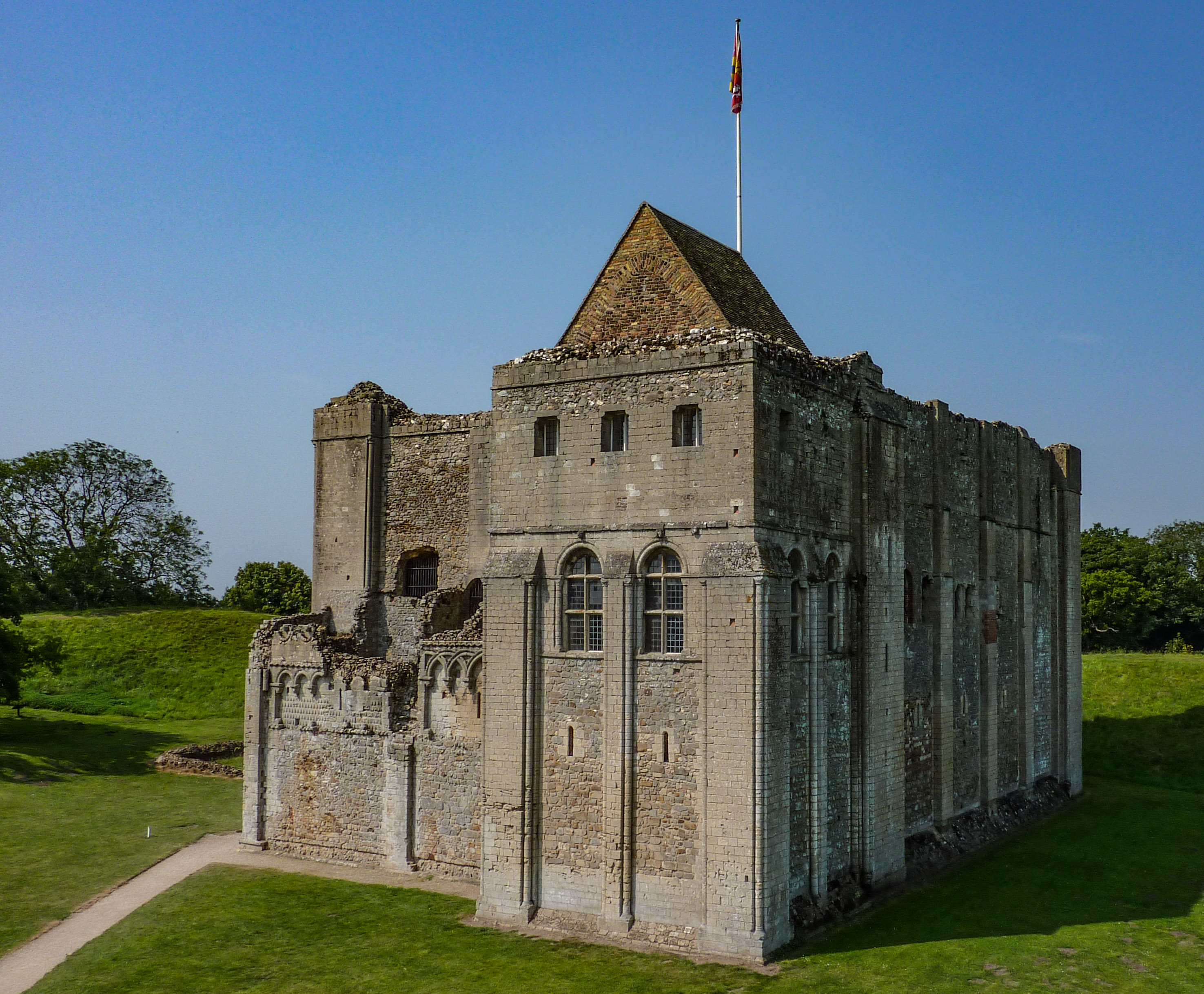
Le donjon et ses douves.

Le château est en bon état, malgré son âge de plus de 850 ans. Un des traits les plus frappants est le terrassement entourant les douves. Le sol ainsi constitué est maintenant recouvert d'herbe pour des raisons esthétiques.
Un chemin de gravier au-dessus de la zone bâtie, permet au visiteur de faire le tour à droite du bâtiment, et d'obtenir une bonne vue sur le château, mais aussi sur la ville de Castle Rising et ses environs.
Une visite audio est disponible au magasin de l'English Heritage.

## Source de traduction
- (en) Cet article est partiellement ou en totalité issu de l’article de Wikipédia en anglais intitulé « Castle Rising (castle) » (voir la liste des auteurs).